# لويس أوتو وليامز
لويس أوتو وليامز (1908-1991) (بالإنجليزية: Louis Otto Williams)‏ هو عالم نبات أمريكي.